# Idaios (Gefährte des Aeneas)
Idaios (altgriechisch Ἰδαῖος Idaíos, lateinisch Idaeus) ist in der griechischen Mythologie ein Gefährte des Aeneas.
In Vergils Aeneis führt Idaios zusammen mit Aktor, einem weiteren Begleiter des Aeneas, die über den Tod ihres Sohnes Euryalos klagende Mutter nach Hause. Idaios und Aktor folgen hierbei dem Rat des Ilioneus und des Aeneassohnes Iulus, damit die des Kampfes müden Gefährten des Aeneas durch weitere Klagen nicht noch mehr demoralisiert werden.